# GNU Pascal
GNU Pascal (GPC) ist ein Compiler für die Programmiersprachen Pascal und Object Pascal, der als Frontend zur GNU Compiler Collection (GCC) konzipiert wurde.

## Weitere Einzelheiten
Der Compiler GNU Pascal ist kein offizieller Bestandteil des GCC. GNU Pascal ist vollständig kompatibel zum ISO-7185-Pascal-Standard und fast vollständig zum ISO-10206-Extended-Pascal-Standard. Des Weiteren ist der GPC kompatibel zu Borland Pascal 7.0, teilweise zu Delphi und Free Pascal, sowie MacPascal und Pascal-SC (PXSC).
Dadurch, dass GNU Pascal auf GCC basiert und in C geschrieben ist, ist es auf allen Plattformen verwendbar, auf denen auch GCC läuft und kann auch als Cross-Compiler für diese Plattformen eingerichtet werden. Damit werden unter anderem die Betriebssysteme Unix, Linux, Windows und Mac OS X unterstützt, womit der Compiler auch als betriebssystem- oder plattformübergreifend angesehen werden kann.
Die Tatsache, dass GPC auf GCC aufsetzt, verleitete häufig zu der falschen Annahme, dass GPC die Sprache C als Zwischensprache verwende. Dies ist jedoch nicht der Fall. GNU Pascal ist genauso an GCC angebunden wie Ada oder Fortran.
Die letzte offizielle Version von GPC datiert auf den 25. März 2006. Es kann somit wohl davon ausgegangen werden, dass GPC nicht mehr weiterentwickelt wird.